# Vinberg
Vinberg – miejscowość (tätort) w Szwecji, w regionie administracyjnym (län) Halland, w gminie Falkenberg.
Według danych Szwedzkiego Urzędu Statystycznego liczba ludności wyniosła: 606 (31 grudnia 2015), 675 (31 grudnia 2018) i 651 (31 grudnia 2019).